# Церква Успіння Пресвятої Богородиці (Васильків)
Церква Успіння Пресвятої Богородиці у Василькові — парафія і храм греко-католицької громади Пробіжнянського деканату Бучацької єпархії Української греко-католицької церкви в селі Васильків Чортківського району Тернопільської области.

## Історія церкви
У 1992 році відбулося освячення наріжного каменя для будівництва нового храму. Перша Свята Літургія в ньому була відслужена 1 січня 1995 року.
Церкву освятили 15 січня 2012 року. Розпис виконав художник Роман Попінко, який також створив іконостас, встановлений наприкінці 2014 року. Освячення розпису здійснив протосинкел Бучацької єпархії о. Володимир Заболотний з благословення владики Димитрія Григорака.
У 2011 році громада села побудувала й освятила капличку Матері Божої. А 23 березня 2014 року о. Василь та о. Єзиків, ЧСФ, освятили новий дзвін, встановлений під час реколекцій на парафії.
При парафії діють такі спільноти:
- Спільнота «Матері в молитві».
- Братство «Апостольство молитви».

Катехизацію проводять священник та катехит. На території села є фігури Матері Божої та пам'ятні хрести.

## Парохи
| Ім'я                 | Роки                     | Світлини |
| -------------------- | ------------------------ | -------- |
| о. Григорій Шафран   | 1995—2010                |          |
| о. Василь Бучинський | від 2010 — адміністратор |          |